# يوآف جيلبر
يوآف جيلبر (بالعبرية: יואב גלבר‏)‏ (25 سبتمبر 1943 في الانتداب البريطاني على فلسطين - ) مؤرخ عسكري، ومؤرخ، وأستاذ جامعي من إسرائيل.